# Tjetyre vizita Samjuelja Vulfa
Tjetyre vizita Samjuelja Vulfa (russisk: Четыре визита Самюэля Вульфа) er en sovjetisk spillefilm fra 1934 af Aleksandr Stolper.

## Medvirkende
- Andrej Abrikosov
- Viktor Kulakov
- Maksim Sjtraukh